# ウマ・アールトネン
ウマ・アールトネン（Uma Aaltonen、1940年8月28日 – 2009年7月13日）は、フィンランドのウーシマー州ヴィヒティ出身の作家、ジャーナリスト、緑の同盟所属の女性政治家。
2003年から2004年までの間のヘイディ・ハウタラの後任としてエドゥスクンタより欧州緑グループ・欧州自由連盟の議員として欧州議会議員に選出された。
2009年7月13日、ヘルシンキにて死去。